# 제2정규형
제2 정규형(2NF)는 데이터베이스 정규화에서 사용하는 정규형중 하나로, 에드거 F. 커드가 1971년에 정의하였다. 제 1 정규형(1NF)인 테이블이 제2 정규형을 충족시키는 필요충분조건은 다음과 같다: 후보 키 K와 K에 속하지 않는 속성 A가 있을 때, A를 결정하기 위해 K의 일부가 아닌 K 전체를 참조해야만 하는 경우 1NF 테이블은 2NF이다.
약간 어려운(정확한) 정의로 얘기하자면 : 모든 비기본 속성(non-prime attribute; 후보 키에 속하지 않은 속성)들이 후보 키에 속한 속성들 전체에 함수 종속인 경우에 한해서 1NF 테이블은 2NF이다.
1NF 테이블은 복합 후보 키(한 개 이상의 속성들로 구성된 후보 키)가 없으면 자동으로 2NF이다.

## 예제
종업원들의 기술을 나타내는 테이블을 가정하자:
| 종업원   | 기술           | 근무지            |
| -------- | -------------- | ----------------- |
| Jones    | Typing         | 114 Main Street   |
| Jones    | Shorthand      | 114 Main Street   |
| Jones    | Whittling      | 114 Main Street   |
| Bravo    | Light Cleaning | 73 Industrial Way |
| Ellis    | Alchemy        | 73 Industrial Way |
| Ellis    | Flying         | 73 Industrial Way |
| Harrison | Light Cleaning | 73 Industrial Way |

{종업원} 이나 {기술}은 둘다 이 테이블의 후보키는 아니다. {종업원}은 다수의 기술을 가지고 있으면 테이블에 한 차례 이상 나타나기 때문이고, {기술} 또한 다수의 종업원이 같은 기술을 보유하고 있을 때 테이블에 한 차례 이상 나타나기 때문이다. 오직 복합 키 {종업원, 기술} 이 이 테이블의 후보 키이다.
그런데 남은 속성인 {근무지}는 후보 키의 일부분인 {종업원}에만 영향을 받는다. 그래서 이 테이블은 2NF가 아니다. {근무지}에 중복이 있다는 점을 주목하자. Jones는 114 Main Street에 3번, Ellis는 73 Industrial Way에 2번의 중복이 있다. 이 중복은 테이블을 취약하게 만들며 갱신이상의 원인이 된다. 예를 들어 Jones의 근무지를 변경시에 "Typing" 과 "Shorthand" 레코드는 변경했는데 "Whittling" 레코드는 변경하지 않았다고 하자. 이럴 경우 "Jones 의 근무지는 어디인가" 질의에 혼동된 답을 얻게 될 것이다.
이 디자인을 2NF로 표현하는 방법은 같은 데이터를 2개의 테이블로 표현하는 것이다: {종업원} 후보 키를 갖는 "종업원" 테이블과 {종업원,기술} 후보 키를 갖는 "종업원의 기술" 테이블이다.
| 종업원   | 근무지            |
| -------- | ----------------- |
| Jones    | 114 Main Street   |
| Bravo    | 73 Industrial Way |
| Ellis    | 73 Industrial Way |
| Harrison | 73 Industrial Way |

| 종업원   | 기술           |
| -------- | -------------- |
| Jones    | Typing         |
| Jones    | Shorthand      |
| Jones    | Whittling      |
| Bravo    | Light Cleaning |
| Ellis    | Alchemy        |
| Ellis    | Flying         |
| Harrison | Light Cleaning |

위의 테이블들은 더 이상 갱신 이상이 없다.
그러나 모든 2NF 테이블이 갱신 이상이 없는 것은 아니다. 갱신 이상이 있는 2NF 테이블의 예제는 아래와 같다:
| 대회                 | 연도 | 우승자         | 우승자 생년 월일  |
| -------------------- | ---- | -------------- | ----------------- |
| Des Moines Masters   | 1998 | Chip Masterson | 14 March 1977     |
| Indiana Invitational | 1998 | Al Fredrickson | 21 July 1975      |
| Cleveland Open       | 1999 | Bob Albertson  | 28 September 1968 |
| Des Moines Masters   | 1999 | Al Fredrickson | 21 July 1975      |
| Indiana Invitational | 1999 | Chip Masterson | 14 March 1977     |

우승자와 우승자 생년월일이 {대회, 연도} 키에 의해 결정되지만, 우승자와 우승자 생년월일은 여러 개의 레코드에 중복되어 나타난다. 이 점이 갱신 이상을 불러온다. 갱신시 주의하지 않으면 우승자는 여러 개의 생일을 가질 수 있다.
이 문제의 원인은 "대회 우승자" 테이블에서 우승자 생년월일 속성이 가지는 추이 종속성이다. 우승자 생년월일은 우승자에 의해서 결정되는데, 우승자는 키 {대회, 연도}에 의해서 결정된다.
이 문제는 제3정규형(3NF)에서 설명한다.

## 2NF 와 후보키
어떤 후보키에 부분함수 종속은 제2정규형에 위배된다. 2NF는 후보키가 아닌 속성값들이 어떤 후보키에도 부분키종속이 아닌 것이 설립을 위해 필수적이다.

## 참고 자료
- 데이터베이스 정규화
- 제1정규형
- 제3정규형
- 보이스-코드 정규형

## 인용 자료
1. ↑  Codd, E.F. "Further Normalization of the Data Base Relational Model." (Presented at Courant Computer Science Symposia Series 6, "Data Base Systems," New York City, May 24th-25th, 1971.) IBM Research Report RJ909 (August 31st, 1971). Republished in Randall J. Rustin (ed.), Data Base Systems: Courant Computer Science Symposia Series 6. Prentice-Hall, 1972.

## 더 읽을거리
- Litt's Tips: Normalization
- Date, C. J., & Lorentzos, N., & Darwen, H. (2002). Temporal Data & the Relational Model 보관됨 2012-12-09 - archive.today (1st ed.). Morgan Kaufmann. ISBN 1-55860-855-9.
- C.J.Date (2004). 《Introduction to Database Systems》 8판. Boston: Addison-Wesley. ISBN 9780321197849.
- Kent, W. (1983) A Simple Guide to Five Normal Forms in Relational Database Theory, Communications of the ACM, vol. 26, pp. 120–125
- Date, C.J., & Darwen, H., & Pascal, F. Database Debunkings